# Modernisme brésilien

Carlos Drummond de Andrade, auteur moderniste brésilien.

Le modernisme brésilien est un courant artistique brésilien, né dans les années 1920, qui rompt avec l'art académique et traditionnel des élites brésiliennes qui a dominé le XIXe siècle. Il s'inspire des mouvements artistiques avant-gardistes européens qui se sont développés antérieurement à la Première Guerre mondiale, tels le cubisme ou le futurisme, en y intégrant des éléments propres à la culture et à l'histoire brésiliennes.
L'émergence de ce mouvement est notamment marquée par l'organisation,en 1922 à São Paulo, de la semaine d'art moderne.
La peinture Abaporu de Tarsila do Amaral est souvent reconnue comme le symbole de ce mouvement artistique. L'une des pionnière de ce mouvement est l'artiste Anita Malfatti. 